# Андреас Метаксас
Андреас Метаксас (грец. Ανδρέας Μεταξάς; 1786 — 19 вересня 1860) — грецький політик, прем'єр-міністр країни.

## Життєпис
На заключному етапі Визвольної війни (1824–1827) супроводжував Іоанна Каподистрію до Греції, де отримав пост військового міністра. Був відданим прибічником свого патрона, а після його вбивства 1831 став членом тимчасового уряду, який працював до сходження на престол короля Оттона I 1833 року. За часів неповноліття короля обіймав посаду таємного радника й посланця в Мадриді й Лісабоні. Метаксас був лідером так званої «Російської партії», найбільш консервативної з трьох, що існували тоді в Греції.
1840 року був відкликаний та знову призначений на посаду військового міністра. Прийшов до влади після революції 3 вересня 1843 року. Після відставки з посту глави уряду став послом у Константинополі (1850–1854). Помер в Афінах 1860 року.